# Есињи ле Гран
Есињи ле Гран (фр. Essigny-le-Grand) насеље је и општина у североисточној Француској у региону Пикардија, у департману Ен (Пикардија) која припада префектури Сен Кентен.
По подацима из 2011. године у општини је живело 1097 становника, а густина насељености је износила 81,99 становника/km². Општина се простире на површини од 13,38 km². Налази се на средњој надморској висини од 93 метара (максималној 116 m, а минималној 78 m).

## Демографија
| 1962. | 1968. | 1975. | 1982. | 1990. | 1999. | 2011. |
| ----- | ----- | ----- | ----- | ----- | ----- | ----- |
| 701   | 725   | 655   | 985   | 1.252 | 1.196 | 1.097 |

График промене броја становника у току последњих година